# Новобратский сельский округ
Новобра́тский се́льский окру́г (каз. Новобрат ауылдық округі) — административная единица в составе Буландынского района Акмолинской области Республики Казахстан.
Административный центр — село Новобратское.

## География
Административно-территориальное образование расположено в западной части района, граничит:
- на востоке с Журавлёвским сельским округом,
- на юго-востоке с Айнакольским сельским округом,
- на юге с Астраханским районом,
- на западе с Атбасарским районом,
- на северо-западе с Сандыктауским районом,
- на северо-востоке с Амангельдинским сельским округом.

Сельский округ расположен на северных окраинах казахского мелкосопочника. Рельеф местности представляет собой в основном сплошную равнину с малыми возвышенностями.
Гидрографическая сеть представлена реками: Аршалы (приток Колутона) — протекает около 15 км на с севера на юг; Коныр (приток Аршалы) — протекает около 25 км с северо-запада на центр. Имеются более 3 озёр, самое крупное из них — Лопаш.
Климат холодно-умеренный, с хорошей влажностью. Среднегодовая температура воздуха положительная и составляет около +3,5 °C Среднемесячная температура воздуха в июле достигает +19,8 °C, в январе она составляет около -15,0 °C. Среднегодовое количество осадков составляет 430 мм. Основная часть осадков выпадает в период с мая по август.
Через территорию сельского округа с юга на север проходит проселочная дорога соединяющая сёла Новый Колутон — Новобратское — Партизанка — Шубарагаш.

## История
В 1989 году существовал как — Новобратский сельсовет (сёла Новобратское, Буденовка, Добровольное, Красносельское).
В периоде 1991—1998 годов Новобратский сельсовет был преобразован в сельский округ.

## Население
| Численность населения | Численность населения | Численность населения | Численность населения | Численность населения |
| 1989                  | 1999                  | 2009                  | 2020                  | 2021                  |
| --------------------- | --------------------- | --------------------- | --------------------- | --------------------- |
| 1914                  | ↘1609                 | ↘1225                 | ↘751                  | ↘709                  |

## Состав
| № | Населённый пункт | Тип населённого пункта       | Население, 1989 | Население, 1999 | Население, 2009 |
| - | ---------------- | ---------------------------- | --------------- | --------------- | --------------- |
| 1 | Будённовка       | село                         | 300             | 287             | 210             |
| 2 | Добровольное     | село                         | 330             | 288             | 160             |
| 3 | Красносельское   | село                         | 281             | 244             | 146             |
| 4 | Новобратское     | село, административный центр | 1003            | 790             | 739             |

## Экономика
Экономика сельского округа имеет сельскохозяйственную направленность. Функционируют:
- 2 ТОО;
- 2 крестьянских хозяйств;
- 2 простых товариществ;
- 1 ИП.

В целом по округу у населения по состоянию на 1 января 2022 года:
- КРС — 675 голов,
- свиньи — 340 голов,
- лошади — 138 голов,
- МРС — 490 голов,
- птицы — 3 892 голов.

На территории сельского округа работают следующие объекты переработки сельскохозяйственной продукции: имеется пекарня в селе Новобратское, которая обеспечивает хлебом 4 населённых пункта. Средняя производительность хлеба и хлебо-булочных изделий за год — 30 тонн.
В настоящее время в сельском округе функционирует 8 магазинов, 1 пекарня, 1 аптека. Проводится мониторинг цен на продукты первой необходимости 19 наименований.

## Инфраструктура
В сельском округе 2 школы, из которых 1 — средняя и 1 — начальная. 2 мини-центра в сёлах Новобратское и Будённовка с охватом 13 и 6 детей.
Буденовская начальная школа. Коллектив учителей — 4 человека, 9 — учеников, 4 — предшкола, 6 — мини-центр.
Новобратская средняя школа. В коллективе — 22 учителей, обучается — 68 учащихся и 3 ученика предшкольного класса. В школе работает библиотека, музей.
Новобратская врачебная амбулатория обслуживает население 1702 человек. Работает акушерка, лаборант, социальный работник и 2 заведующий медпунктами. Имеется дневной стационар на 5 койко-мест, машина скорой помощи, врач терапевт.
В округе работает 2 библиотеки в сёлах Новобратское и с. Будённовка. Общий книжный фонд составляет 19 506 экземпляров.
На территории сельского округа имеется отделение «Казпочты».

## Местное самоуправление
Аппарат акима Новобратского сельского округа — село Новобратское, улица Чокана Валиханова , дом №3. 
- Аким сельского округа — Цечоев Хусен Ахметович[1].